# أوكا باتشا
في أساطير الإنكا، أوكا باتشا، والتي تعني العالم السفلي، هي الأرض السفلى التي يؤمن بها الإنكا بتواجدها تحت سطح الأرض. ورمزها هو الثعبان، الذي يمثل الموت، عندما يدفن نفسة في باطن الأرض، ويعود للحياة عند صعودة من الأرض.